# Северна Кореја на Олимпијским играма
Северна Кореја се први пут појавила на Олимпијским играма 1964. године. Од тада Северна Кореја је само два пута пропустила Летње олимпијске игре и то 1980. године, када се придружила бојкоту игара у Лос Анђелесу који је предводио Совјетски Савез и када су 1988. бојкотовали игре у Сеулу.
На Зимским олимпијским играма Северна Кореја је први пут учествовала 1964. године и пропустила је игре 1968, 1976, 1980, 1994, 2002. и 2014. године. Северна Кореја никада није била домаћин олимпијских игара;
Северно Корејски олимпијци закључно са 2016. годином су освојили укупно 56 медаље и од тога на Зимским играма 2 а на Летњим играма 54. Национални олимпијски комитет Северне Кореје (Olympic Committee of the Democratic People's Republic of Korea) је основан 1953. а признат од стране Међународног олимпијског комитета 1957. године.

## Медаље

### Освојене медаље на ЛОИ
| Учешће и освојене медаље Северне Кореје на ЛОИ |                                 |                                 |                                 |                                 |                                 |                                 |                                 |                                 |                                 |                                 |
| ЛОИ                                            | Носилац заставе                 | Учешће                          | Муш.                            | Жене                            | спорт.                          | Злато                           | Сребро                          | Бронза                          | Укупно                          | Ранг                            |
| 1972. Минхен                                   |                                 |                                 |                                 |                                 |                                 | 1                               | 1                               | 3                               | 5                               |                                 |
| 1976. Монтреал                                 |                                 |                                 |                                 |                                 |                                 | 1                               | 1                               | 0                               | 2                               |                                 |
| 1980. Москва                                   |                                 |                                 |                                 |                                 |                                 | 0                               | 3                               | 2                               | 5                               |                                 |
| 1984. Лос Анђелес                              | Северна Кореја није учествовала | Северна Кореја није учествовала | Северна Кореја није учествовала | Северна Кореја није учествовала | Северна Кореја није учествовала | Северна Кореја није учествовала | Северна Кореја није учествовала | Северна Кореја није учествовала | Северна Кореја није учествовала | Северна Кореја није учествовала |
| 1988. Сеул                                     | Северна Кореја није учествовала | Северна Кореја није учествовала | Северна Кореја није учествовала | Северна Кореја није учествовала | Северна Кореја није учествовала | Северна Кореја није учествовала | Северна Кореја није учествовала | Северна Кореја није учествовала | Северна Кореја није учествовала | Северна Кореја није учествовала |
| 1992. Барселона                                |                                 |                                 |                                 |                                 |                                 | 4                               | 0                               | 5                               | 9                               |                                 |
| 1996. Атланта                                  |                                 |                                 |                                 |                                 |                                 | 2                               | 1                               | 2                               | 5                               |                                 |
| 2000. Сиднеј                                   |                                 |                                 |                                 |                                 |                                 | 0                               | 1                               | 3                               | 4                               |                                 |
| 2004. Атина                                    |                                 |                                 |                                 |                                 |                                 | 0                               | 4                               | 1                               | 5                               |                                 |
| 2008. Пекинг                                   |                                 |                                 |                                 |                                 |                                 | 2                               | 1                               | 3                               | 6                               |                                 |
| 2012. Лондон                                   |                                 |                                 |                                 |                                 |                                 | 4                               | 0                               | 2                               | 6                               |                                 |
| 2016. Рио де Жанеиро                           |                                 |                                 |                                 |                                 |                                 | 2                               | 3                               | 2                               | 7                               |                                 |
| 2020. Токио                                    |                                 |                                 |                                 |                                 |                                 |                                 |                                 |                                 |                                 |                                 |
| 2024. Париз                                    |                                 |                                 |                                 |                                 |                                 |                                 |                                 |                                 |                                 |                                 |
| 2028. Лос Анђелес                              | предстојећи догађај             |                                 |                                 |                                 |                                 |                                 |                                 |                                 |                                 |                                 |
| 2032. Бризбејн                                 | предстојећи догађај             |                                 |                                 |                                 |                                 |                                 |                                 |                                 |                                 |                                 |
| Укупно                                         |                                 |                                 |                                 |                                 |                                 | 16                              | 15                              | 23                              | 54                              |                                 |

### Освојене медаље на ЗОИ
| Учешће и освојене медаље северне Кореје на ЗОИ |                                 |                                 |                                 |                                 |                                 |                                 |                                 |                                 |                                 |                                 |
| ЛОИ                                            | Носилац заставе                 | Учешће                          | Муш.                            | Жене                            | спорт.                          | Злато                           | Сребро                          | Бронза                          | Укупно                          | Ранг                            |
| 1964. Инзбрук                                  |                                 |                                 |                                 |                                 |                                 | 0                               | 1                               | 0                               | 1                               |                                 |
| 1968. Гренобл                                  | Северна Кореја није учествовала | Северна Кореја није учествовала | Северна Кореја није учествовала | Северна Кореја није учествовала | Северна Кореја није учествовала | Северна Кореја није учествовала | Северна Кореја није учествовала | Северна Кореја није учествовала | Северна Кореја није учествовала | Северна Кореја није учествовала |
| 1972. Сапоро                                   |                                 |                                 |                                 |                                 |                                 | 0                               | 0                               | 0                               | 0                               |                                 |
| 1976. Инзбрук                                  | Северна Кореја није учествовала | Северна Кореја није учествовала | Северна Кореја није учествовала | Северна Кореја није учествовала | Северна Кореја није учествовала | Северна Кореја није учествовала | Северна Кореја није учествовала | Северна Кореја није учествовала | Северна Кореја није учествовала | Северна Кореја није учествовала |
| 1980. Лејк Плесид                              | Северна Кореја није учествовала | Северна Кореја није учествовала | Северна Кореја није учествовала | Северна Кореја није учествовала | Северна Кореја није учествовала | Северна Кореја није учествовала | Северна Кореја није учествовала | Северна Кореја није учествовала | Северна Кореја није учествовала | Северна Кореја није учествовала |
| 1984. Сарајево                                 |                                 |                                 |                                 |                                 |                                 | 0                               | 0                               | 0                               | 0                               |                                 |
| 1988. Калгари                                  |                                 |                                 |                                 |                                 |                                 | 0                               | 0                               | 0                               | 0                               |                                 |
| 1992. Албервил                                 |                                 |                                 |                                 |                                 |                                 | 0                               | 0                               | 1                               | 1                               |                                 |
| 1994. Лилехамер                                | Северна Кореја није учествовала | Северна Кореја није учествовала | Северна Кореја није учествовала | Северна Кореја није учествовала | Северна Кореја није учествовала | Северна Кореја није учествовала | Северна Кореја није учествовала | Северна Кореја није учествовала | Северна Кореја није учествовала | Северна Кореја није учествовала |
| 1998. Нагано                                   |                                 |                                 |                                 |                                 |                                 | 0                               | 0                               | 0                               | 0                               |                                 |
| 2002. Солт Лејк Сити                           | Северна Кореја није учествовала | Северна Кореја није учествовала | Северна Кореја није учествовала | Северна Кореја није учествовала | Северна Кореја није учествовала | Северна Кореја није учествовала | Северна Кореја није учествовала | Северна Кореја није учествовала | Северна Кореја није учествовала | Северна Кореја није учествовала |
| 2006. Торино                                   |                                 |                                 |                                 |                                 |                                 | 0                               | 0                               | 0                               | 0                               |                                 |
| 2010. Ванкувер                                 |                                 |                                 |                                 |                                 |                                 | 0                               | 0                               | 0                               | 0                               |                                 |
| 2014. Сочи                                     | Северна Кореја није учествовала | Северна Кореја није учествовала | Северна Кореја није учествовала | Северна Кореја није учествовала | Северна Кореја није учествовала | Северна Кореја није учествовала | Северна Кореја није учествовала | Северна Кореја није учествовала | Северна Кореја није учествовала | Северна Кореја није учествовала |
| 2018. Пјонгчанг                                |                                 |                                 |                                 |                                 |                                 | 0                               | 0                               | 0                               | 0                               |                                 |
| 2022. Пекинг                                   |                                 |                                 |                                 |                                 |                                 |                                 |                                 |                                 |                                 |                                 |
| 2026. Милано и Кортина                         | предстојећи догађај             |                                 |                                 |                                 |                                 |                                 |                                 |                                 |                                 |                                 |
| 2030. Француски Алпи                           | предстојећи догађај             |                                 |                                 |                                 |                                 |                                 |                                 |                                 |                                 |                                 |
| 2034. Солт Лејк Сити                           | предстојећи догађај             |                                 |                                 |                                 |                                 |                                 |                                 |                                 |                                 |                                 |
| Укупно                                         |                                 |                                 |                                 |                                 |                                 | 0                               | 1                               | 1                               | 2                               |                                 |